# Samowar

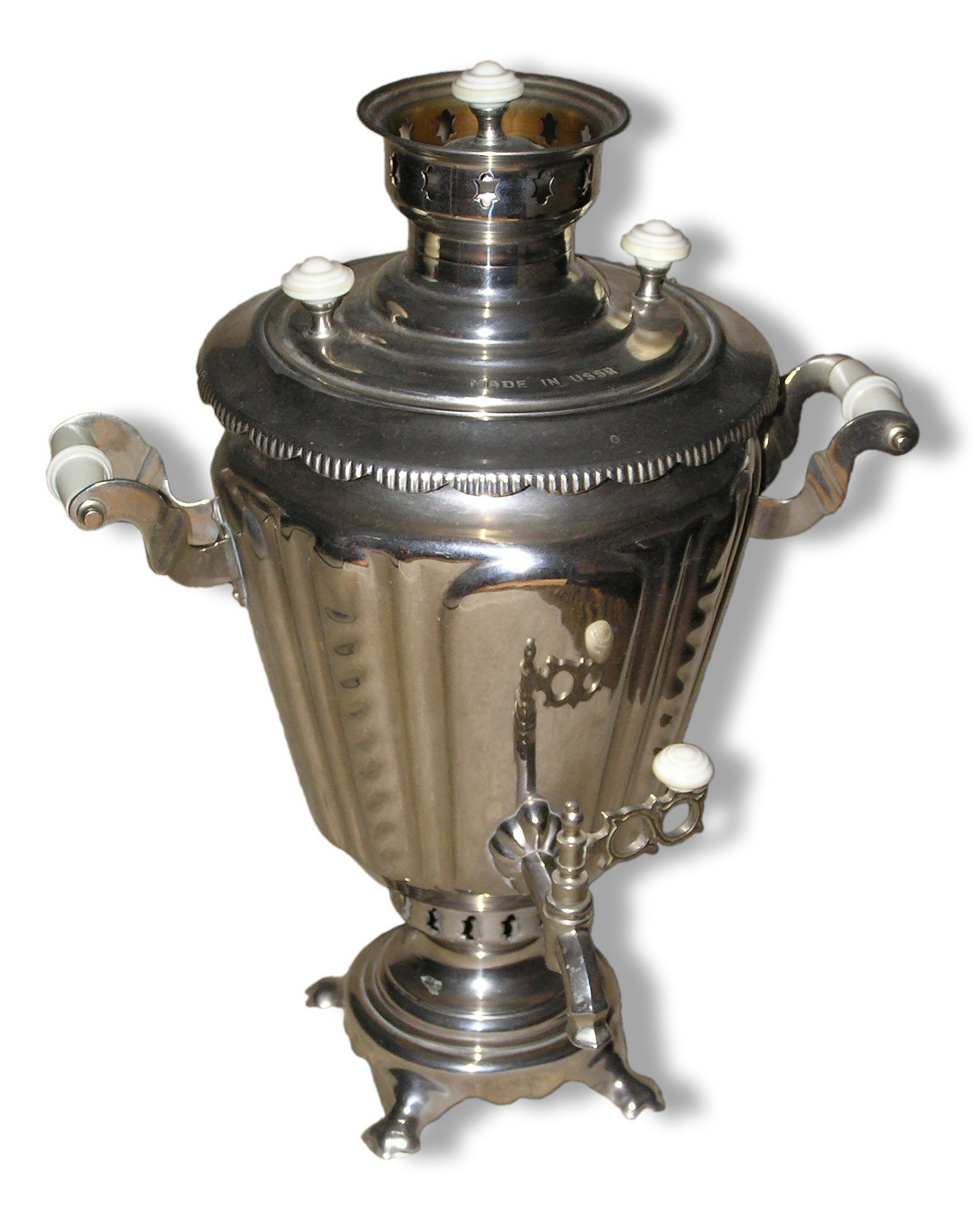
Russische samowar

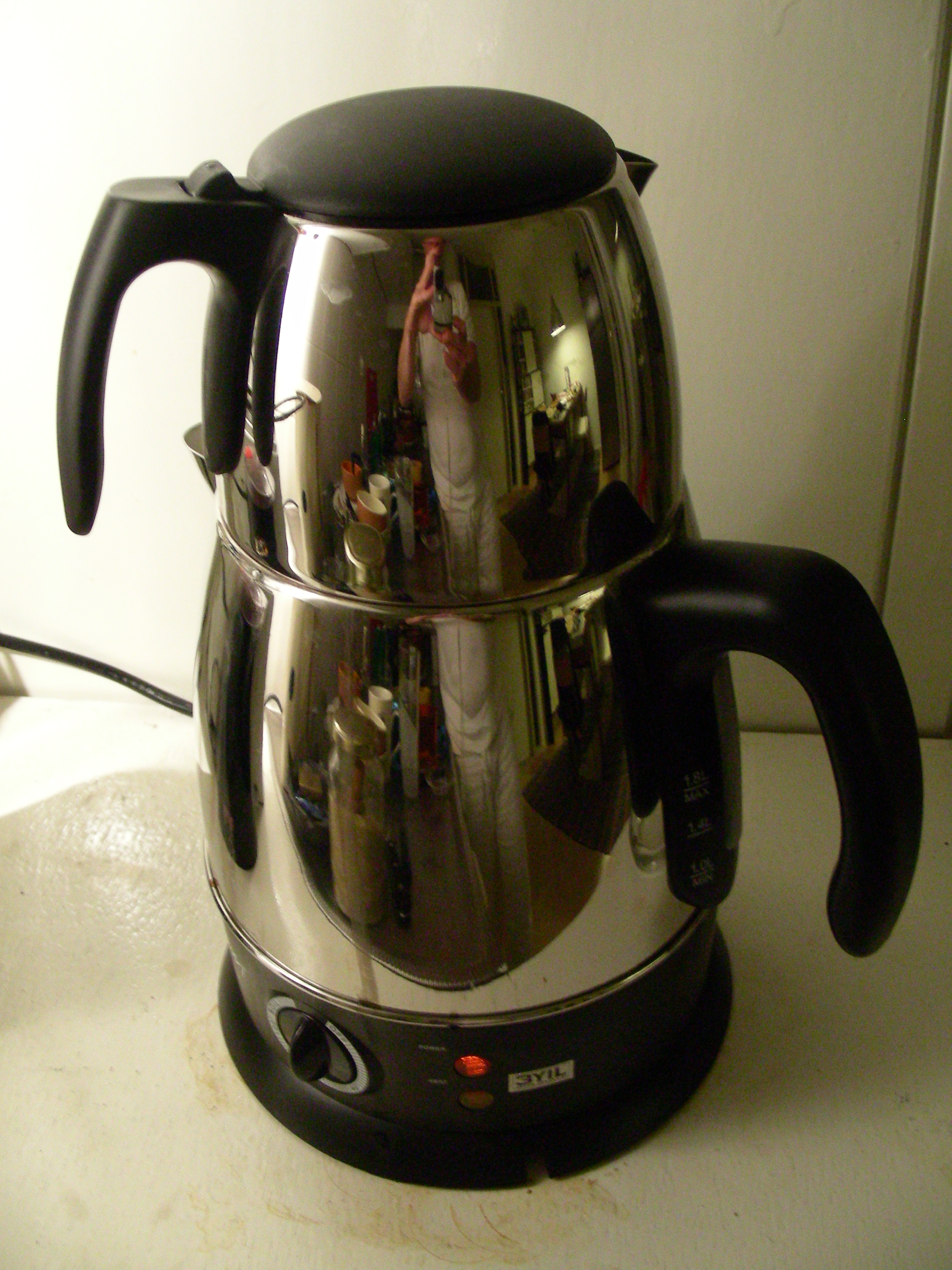
Moderne Turkse semaver

Een samowar, samovar, samovaar, samowaar (Russisch: самова́р; samovar, beluister de Russische uitspraak) of semaver, is een Russische waterkoker, die bestaat uit een (koperen) ketel met een kraantje, die op een houtskool-, petroleum- of elektrisch vuur wordt geplaatst. Het water wordt meestal gebruikt voor thee.
De naam komt uit het Russisch en betekent 'zelfkoker'. In Rusland worden ze traditioneel in de stad Toela vervaardigd. Wanneer men in Rusland iets overbodigs doet, dan draagt men geen water naar de zee, maar gaat men met de eigen samowar naar Toela.

## Theebereiding
De thee, meestal  zwarte thee, wordt niet in de samowar gezet, maar in een apart kannetje met weinig water en veel theeblaadjes. Dit ondrinkbaar sterke concentraat wordt aangelengd met heet water uit de samowar.